# Anopheles baisasi
Anopheles baisasi este o specie de țânțari din genul Anopheles, descrisă de Donald Henry Colless în anul 1957.
Este endemică în Filipine. Conform Catalogue of Life specia Anopheles baisasi nu are subspecii cunoscute.